# Giacomo Casanova
|  | Dieser Artikel oder Abschnitt wurde wegen inhaltlicher Mängel auf der Qualitätssicherungsseite der Redaktion Geschichte eingetragen (dort auch Hinweise zur Abarbeitung dieses Wartungsbausteins). Dies geschieht, um die Qualität der Artikel im Themengebiet Geschichte auf ein akzeptables Niveau zu bringen. Dabei werden Artikel gelöscht, die nicht signifikant verbessert werden können. Bitte hilf mit, die Mängel dieses Artikels zu beseitigen, und beteilige dich bitte an der Diskussion! |

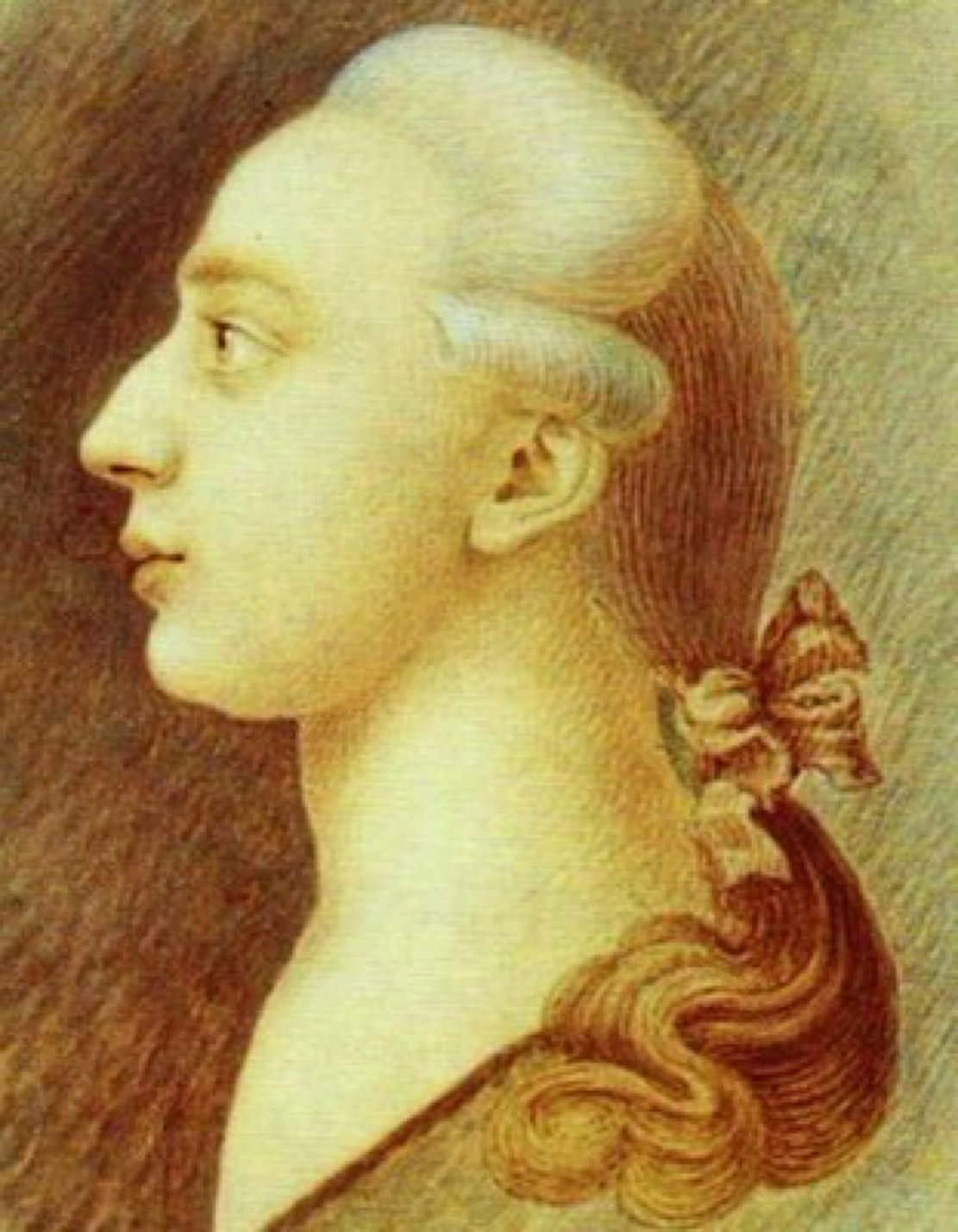
Giacomo Casanova, porträtiert von seinem Bruder Francesco, Anfang der 1750er Jahre, Staatliches Historisches Museum (Moskau)

Giacomo Girolamo Casanova [ˈdʒaːkomo dʒiˈrɔːlamo kazaˈnɔːva] (* 2. April 1725 in Venedig; † 4. Juni 1798 auf Schloss Dux im Königreich Böhmen), in älteren Publikationen auch Jakob Casanova, war ein venezianischer promovierter Jurist, Schriftsteller und Bibliothekar, Dichter, Philosoph und Übersetzer, Chemiker, Alchemist und Mathematiker, Historiker und Diplomat, Glücksspieler und Geheimagent, Freimaurer und Abenteurer, bekannt durch die Schilderungen zahlreicher Liebschaften, aber auch durch seinen Ausbruch aus dem venezianischen Staatsgefängnis unter dem Dach des Dogenpalasts. Dort wurde der Sohn eines Schauspielerpaares 1755 ohne Begründung und unter unwürdigen Bedingungen 15 Monate festgesetzt, und ihm gelang ein für unmöglich gehaltener Ausbruch – eine Flucht, die ihn über Jahrzehnte zwang, seiner Heimatstadt fernzubleiben. Seinen Lebensweg, der zu vielen Höfen Europas führte, hielt er in seiner kulturgeschichtlich überaus bedeutenden Histoire de ma vie fest, wobei er sich als Autor zahlreicher weiterer Werke hervortat.

## Überblick über Leben, Haltungen und Rezeption
Casanova versuchte sich in seiner Jugend in Venedig als Violinist und als Kleriker. 1755 wurde er dort 15 Monate im Staatsgefängnis unter dem Dach des Dogenpalasts festgesetzt. Ihm gelang ein für unmöglich gehaltener Ausbruch. In Paris gründete er eine überaus erfolgreiche Lotterie, doch dies alles war nie die Grundlage seiner Jahrzehnte anhaltenden Bekanntheit. Er ist womöglich der erste, der Berühmtheit nicht vorrangig durch seine Stellung oder Taten, seine wissenschaftlichen oder kulturellen Leistungen erlangte, also durch Erfolge und Verdienste, sondern dadurch, dass er unentwegt von sich reden machte. Er nutzte die Reise- und Kommunikationswege zwischen den Höfen Europas ebenso wie die sich zu dieser Zeit stärker verbreitenden Zeitungen sowie das öffentliche Präsentieren an den dafür geeigneten Plätzen und Festivitäten, bei Theater- und Opernbesuchen, Gastmählern, an Glücksspielstätten und bei Empfängen, in Frankreich, England, Italien und Spanien, in Deutschland, Polen und Russland. Auch seine Lebenserinnerungen, die 1789 begonnene Histoire de ma vie, und einige seiner sonstigen literarischen Werke dienten der in seinen Augen angemessenen Repräsentation seiner Persönlichkeit, ebenso wie seiner Rehabilitation – obwohl er gewarnt worden war, das Schlechte werde aufgebauscht, das Gute als Eitelkeit ausgelegt werden. Oder, wie er selbst formulierte: ‚Ich bin stets nach Auszeichnung begierig gewesen und habe stets die Aufmerksamkeit auf mich zu lenken geliebt‘ (Histoire, 4,19). Er wollte aber nicht nur wegen seiner Skandale, Duelle, seiner Flucht Anerkennung finden, sondern auch als unterhaltsamer Gesprächspartner, Theaterleiter, zunehmend auch als Literat; doch gelang es ihm erst in späteren Jahren, auch wenn er sich in ein Kloster oder eine Bibliothek gelegentlich einschließen konnte, der Gesellschaft soweit zu entrinnen, dass er die dazu nötige Muße fand. Ein Leben lang blieb er der modernen Rationalität geneigt, jedoch seit seiner Kindheit durchdrungen von Aberglauben – den er wiederum bei anderen skrupellos zu seinem Vorteil ausbeutete.
Mindestens acht Mal wurde Casanova eingekerkert. Er verachtete die Willkür und den Standesdünkel des Adels, doch ließ er sich immer wieder von vermögenden Adligen protegieren, suchte die Nähe von Königen und die des Papstes. Er verachtete Feigheit, Menschen, die andere demütigten, den Hochmut des Adels, doch hielt er die Französische Revolution für ein noch größeres Übel. Er wurde rund zehn Mal des Landes verwiesen, schließlich ließ er sich, von Armut und Heimweh 1774 dorthin zurückgetrieben, als Spitzel in Venedig anwerben – ohne relevante Ergebnisse zu liefern. Dann wurde er 1782 endgültig von der Staatsinquisition aus seiner Heimatstadt verbannt und musste seine letzten dreizehn Jahre auf einem abgelegenen Schloss im Norden Böhmens fristen – bis zuletzt auf vielen Reisen, die vor allem seiner Publikationstätigkeit dienten. Weiterhin korrespondierte er mit den bedeutendsten Männern seiner Zeit, verfasste und erhielt Tausende von Briefen, schrieb (nicht erhaltene) Tagebücher.
Casanova war nie verheiratet, wenn er dies auch oft versprach, hatte jedoch mindestens ein Dutzend eigener Kinder, davon eines mit einer seiner Töchter; dabei interessierte er sich für die Verführung junger, nach heutigen Begriffen häufig minderjähriger Frauen. Er fühlte sich dabei aber zugleich selbst verführt, er habe, wie er schrieb, ‚die Frauen rasend geliebt, aber ich habe ihnen stets die Freiheit vorgezogen‘ (Erinnerungen 2,10) und ‚Ich fühlte mich immer für das andere Geschlecht geboren; daher habe ich es immer geliebt und mich von ihm lieben lassen, soviel ich nur konnte‘ (Erinnerungen, Vorrede). Bei Prostituierten habe er immer häufiger nur flüchtige Freuden gehabt, die nur eine Viertelstunde dauerten und stets einen unangenehmen Nachgeschmack hatten. Elf Mal handelte er sich eine Geschlechtskrankheit ein, er besaß jedoch umfangreiche medizinische Kenntnisse, die es ihm ermöglichten, sich meist selbst zu kurieren, wobei er sich wochenlang zurückzog, manchmal dem Tode nah; er suchte die Gesellschaft der bedeutendsten Ärzte.
Für die Wahl seiner Aufenthaltsorte und für seine enorm umfangreiche Korrespondenz, waren Vergnügungen, allen voran mit Frauen, dann viele Zufälle, nicht zuletzt Langeweile, später auch die Suche nach einer Anstellung oder einem Verlag, die maßgeblichen Antriebskräfte, aber auch die Konversation an den Höfen, in den Salons. Der Sohn eines Schauspielerpaares, der sein Leben als Komödie sah, und der sich auf seine „Auftritte“ stets vorbereitete, nannte sich Chevalier de Seingalt; doch finanzielle Mittel standen ihm nicht von Geburt an zur Verfügung, er musste „sie sich erarbeiten, ertricksen, erspielen und ergaunern“.
Mehrfach wurde er wegen seines Lebenswandels oder geplatzter Wechsel verbannt (so aus Wien, Paris, Madrid, Florenz und Venedig), mehrfach zu Unrecht, manchmal ohne Begründung, was ihn besonders aufbrachte. Im venezianischen Staatsgefängnis handelte er sich ein lebenslanges Leiden ein, Hämorrhoiden, Schmerzen, die ihm immer wieder die Lebensfreude raubten. Oft schadete er sich selbst, indem er sich zu sicher fühlte, aus Ehrsucht nicht weichen wollte und keinen Schutz suchte, sich wider besseres Wissen in Fallen locken ließ, lange spielsüchtig war, aber, wie er gleichfalls bekennt, auch aus Aberglauben. Häufig griff er zum Degen, zu Pistolen, manchmal zum Stock, duellierte sich, auch Tote gab es dabei. Er verprügelte Falschspieler und Betrüger ebenso wie alle, die seine Ehre verletzten oder ihn herabsetzten, auch Juden oder Journalisten. Mit Leichtigkeit gewann und verlor er Vermögen, sei es beim Glücksspiel, sei es bei seinen Betrügereien, denn Reichtum galt ihm nur dann als ein Verdienst, wenn man ihn benutzte, um Gutes zu tun – oder eine Frau für sich zu gewinnen.
Casanova nennt nur einmal den ‚Despotismus‘, den die Männer über die Frauen ausübten. Er selbst nutzte die Erfahrungs- und Machtdifferenzen bedenkenlos aus, versuchte die von ihm Verlassenen an ihm geeignet scheinende Männer zu verkuppeln. Einer Reihe seiner mehr als hundert Geliebten verhalf er zu einer Ehe. Gewalt gegen Frauen lehnte er ab (gegen Männer keineswegs), es sei denn, sie verweigerten sich, nachdem er sie bereits bezahlt hatte. Auch geriet er manchmal so sehr in Rage, dass er sie prügelte, wenn auch selten – es sei denn, er glaubte darin ein Signum der Kultur zu erkennen, wie in Russland, wo praktisch jeder Prügel einstecken musste. Dabei traute er Frauen nur geringe eigenständige Geistesleistungen zu – ganz im Geist seiner Zeit –, obwohl er selbst Frauen kennen lernte, die in höchstem Maße begabt waren, wie etwa seine portugiesische Geliebte (‚Pauline hatte … jenen festen und stolzen Charakter und den weiten Gesichtskreis, die nur höchstbegabten Männern eigen sind‘), oder eine Theologin, dann eine Dichterin, die er ‚genial‘ nannte, oder die spätere Vorsitzende der Petersburger Akademie der Wissenschaften und die Zarin Katharina II., und obwohl er es liebte, Frauen ‚glänzen‘ zu lassen, so fürchtete er bei einer jungen Russin: ‚bei ihrer Schönheit und ihrem Geist wäre ich ihr Sklave geworden‘.
Er äußerte sich mehrfach zur Seele der verschiedenen Völker und Länder, die er bereiste, bediente eine Reihe von Klischees – so waren die Deutschen ‚kalt oder prosaisch‘, bisweilen ‚phlegmatisch‘, die Gelehrten ‚geheimtuerisch‘, sie seien ‚Ofenhocker‘ und voller ‚Heimweh‘ –, die sich im Laufe der Erzählung kaum veränderten, wie insgesamt sein Wertesystem sich entscheidend nur unter den Zwängen des Alterns veränderte. Andererseits lernte er, dass die Art der Konversation in den Ländern Europas sich stark unterschied. Für das Elend in den wachsenden Städten hatte er dabei kaum einen Blick, interessierte sich eher für Gastronomie, Wein und Speisen, Tanz und Konversation, Feste, Oper und Theater. Während er seinen westindischen Diener Jarbe in London, der englisch, französisch und italienisch sprach, in hohem Maße lobend hervorhob und ihn seinen Freund nannte, nutzte er die Begegnung mit einer Schwarzen, um seine selbst im 18. Jahrhundert abseitige Vorstellung, diese gehörten einer anderen Säugetiergattung an, zu begründen. Nur seine Feindseligkeit, seine Verachtung und sein Misstrauen gegen die Juden musste er durch die Lehren aus mehreren Affären und durch Freundschaft ausdrücklich zurücknehmen. Auf ähnliche Weise erkannte er, dass Schüchternheit kein Anzeichen von Dummheit ist.

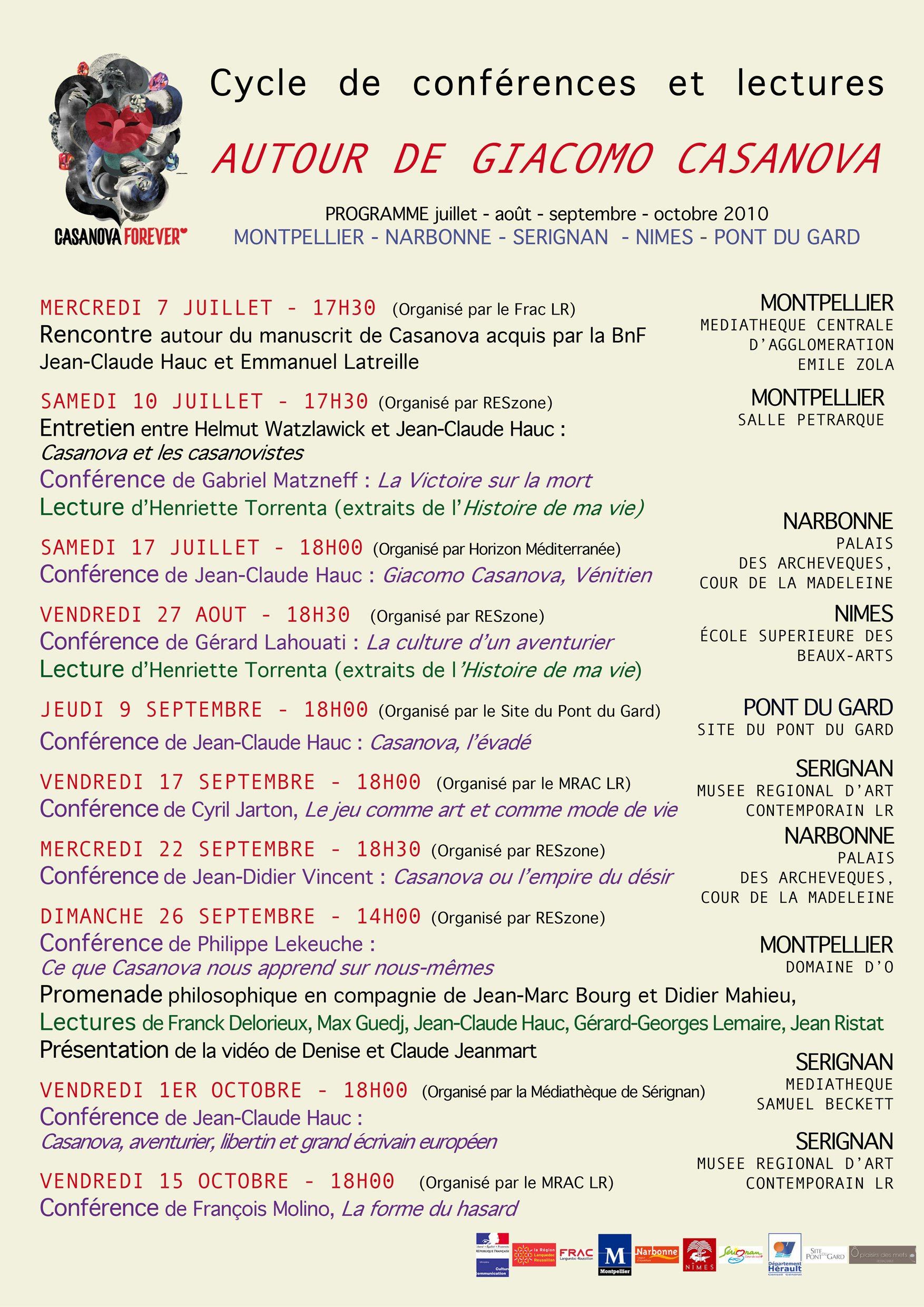
Konferenzzyklus im Jahr 2010

Erst im frühen 19. Jahrhundert tauchte die Figur Casanova in künstlerischen Werken auf, doch war die Auseinandersetzung mit seinem Lebensweg noch weitgehend ohne verlässliche Quellengrundlage. Mitte des Jahrhunderts intensivierte sich die Prüfung der zahllosen Einzelheiten seiner Schilderung, die Identifizierung der nur verklausuliert genannten Persönlichkeiten machte Fortschritte. Einen ersten Höhepunkt stellte in der literarischen Auseinandersetzung dabei im deutschsprachigen Raum das 1899 erschienene Werk Hugo von Hofmannsthals Der Abenteurer und die Sängerin dar. In der Zeit bis 1933 sieht man die Phase höchster Intensität in der Rezeptionsgeschichte, die neben Hofmannsthal mit dem Namen Arthur Schnitzler verbunden ist. Dabei passte der Rückgriff auf eine männliche Identifikationsfigur in eine Zeit der Emanzipation und der Geschlechterkrise. Spätere Werke haben diese Ansätze übersimplifiziert und komprimiert fortgeführt, im Wesentlichen ohne neue künstlerische Ansätze zu liefern (Lehnen, S. 11 f.).
Dabei wurde das zentrale Werk, Casanovas Histoire de ma vie, erst nach 1960 in einer verlässlichen Ausgabe bei Brockhaus ediert. Bis dahin basierten die Ausgaben ganz überwiegend auf einer willkürlichen Auswahl und zum Teil verfälschenden Übersetzungen, die die Histoire in Verruf brachten und ein einseitiges Bild Casanovas zur Geltung brachten, den Verlagen jedoch zu erheblichen Gewinnen verhalfen. Eine Forschung auf verlässlicher Grundlage, die die kulturgeschichtliche Bedeutung Casanovas herausschälte, setzte dementsprechend erst nach den Editionen in Leipzig und Paris ein. Mehrere Fachzeitschriften und Forschungsinstitute befassten sich mit Casanovas Werken und seinem ungewöhnlichen, überaus komplizierten Lebensweg. Das Original seiner Lebenserinnerungen, eines der teuersten Manuskripte, erwarb Frankreich. 2015 wurde dessen Neuedition vollendet. Zwischen 1822 und 2021 erschienen insgesamt rund 1400 Editionen. Die Aufarbeitung seiner umfangreichen, in Dux erhaltenen Korrespondenz, die sich heute im Staatsarchiv Prag befindet, ist noch immer nicht abgeschlossen.

## Quellenlage, Übersetzungen, Editionen

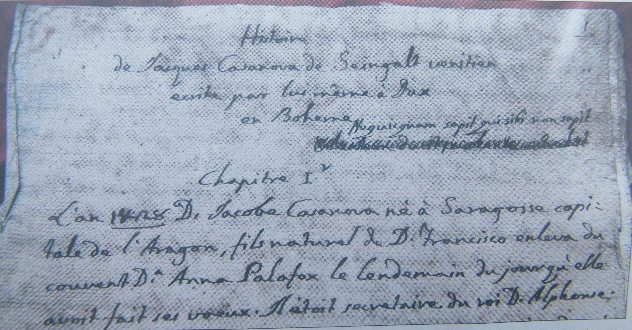
Die ersten Zeilen von Casanovas Manuskript seiner Histoire. Die Handschrift wurde 1943 in Leipzig auf einem Fahrrad vor dem Bombenangriff in Sicherheit gebracht und in einer noch bestehenden Bank deponiert. Winston Churchill ließ es von der Armee nach Wiesbaden bringen. In der Edition von 2010 tauchten auch diejenigen Passagen auf, die Casanova durchgestrichen hatte (Damrosch).

### Familie, früheste Erinnerungen

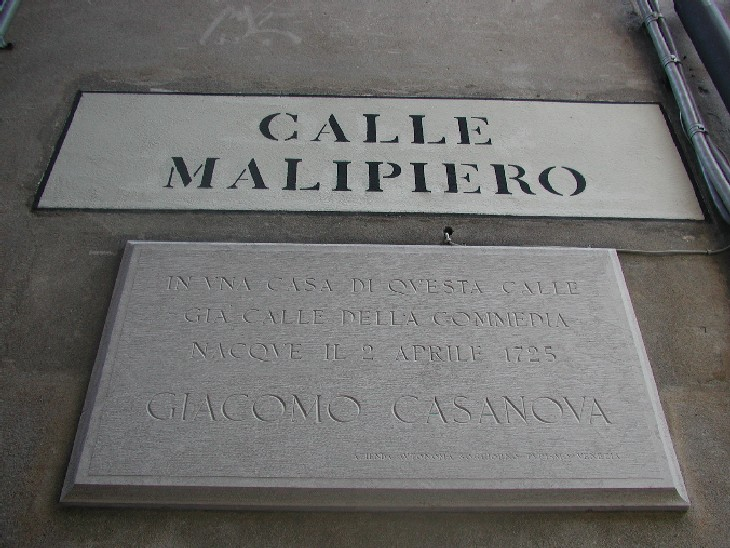
Gedenktafel an das wohl nicht mehr bestehende Geburtshaus Casanovas in der heutigen Calle Malipiero „già Calle della Commedia“.

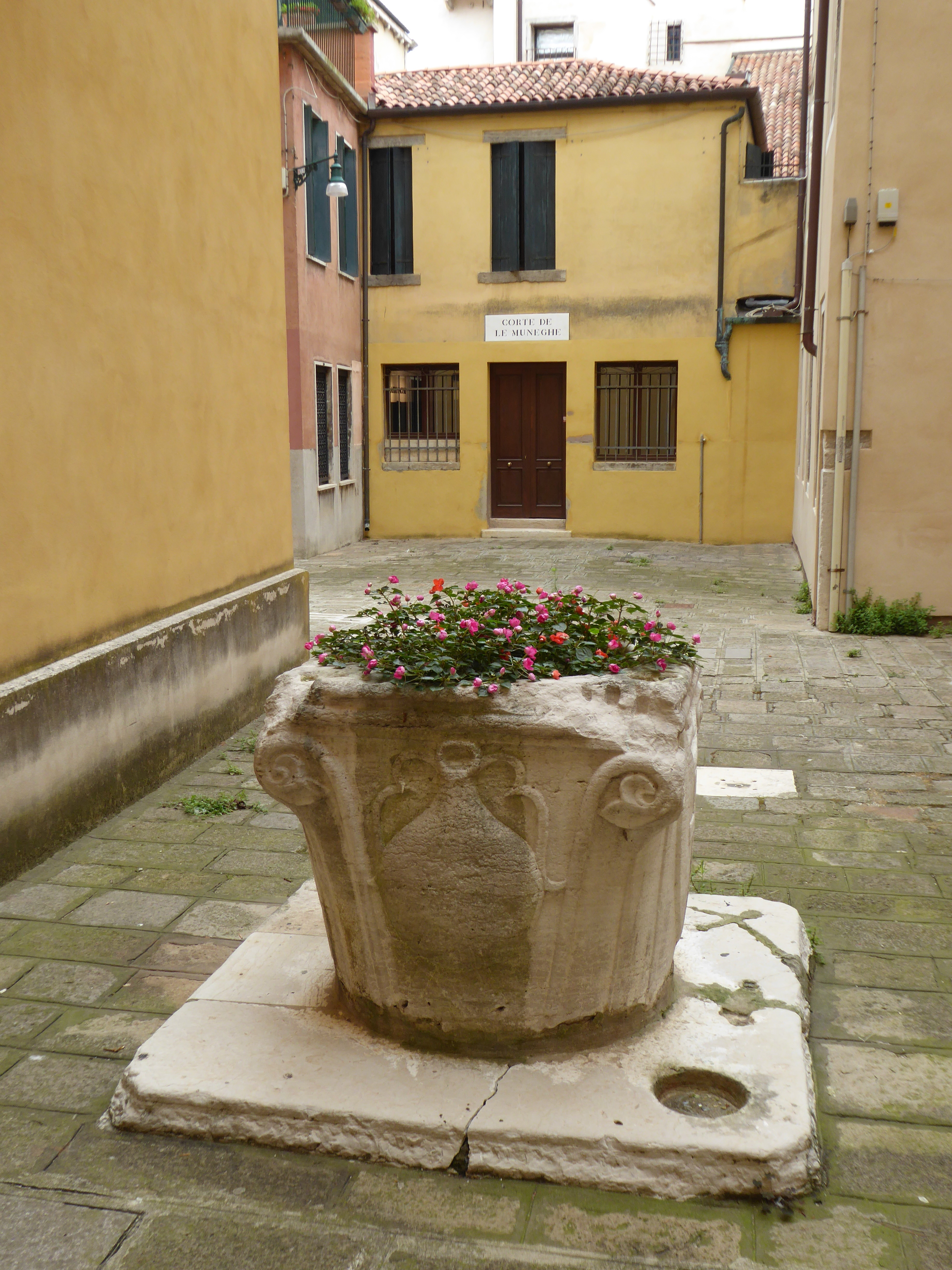
Der Hof (Corte) de le Muneghe, in dem Casanovas Großmutter lebte

#### Padua: Ausbildung (1734), Bettina, Studium der Rechte (1737 bis 1739)

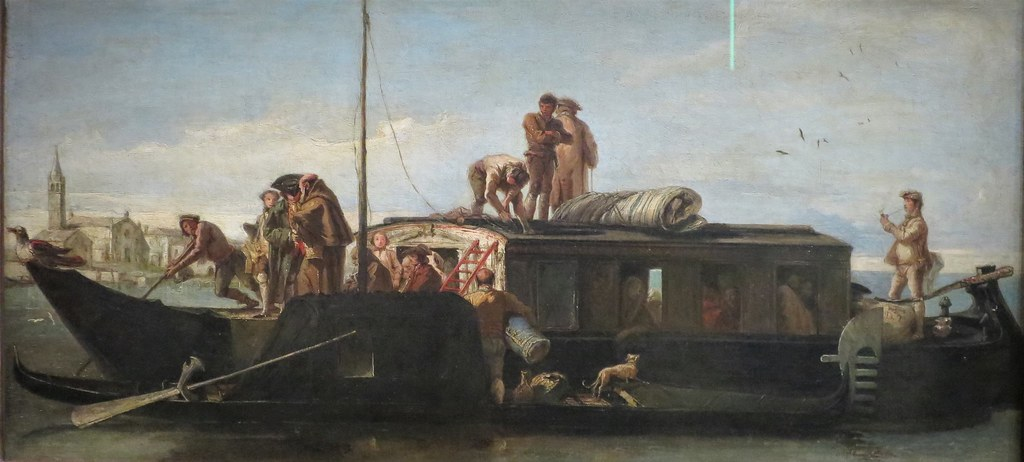
Ein Burchiello, gemalt von Giambattista Tiepolo, ein Schiffstyp, auf dem die Fahrten zwischen Venedig und Padua vonstatten gingen, 1760–1765 entstanden, Öl auf Leinwand, 38 mal 78,3 cm, heute im Kunsthistorischen Museum Wien

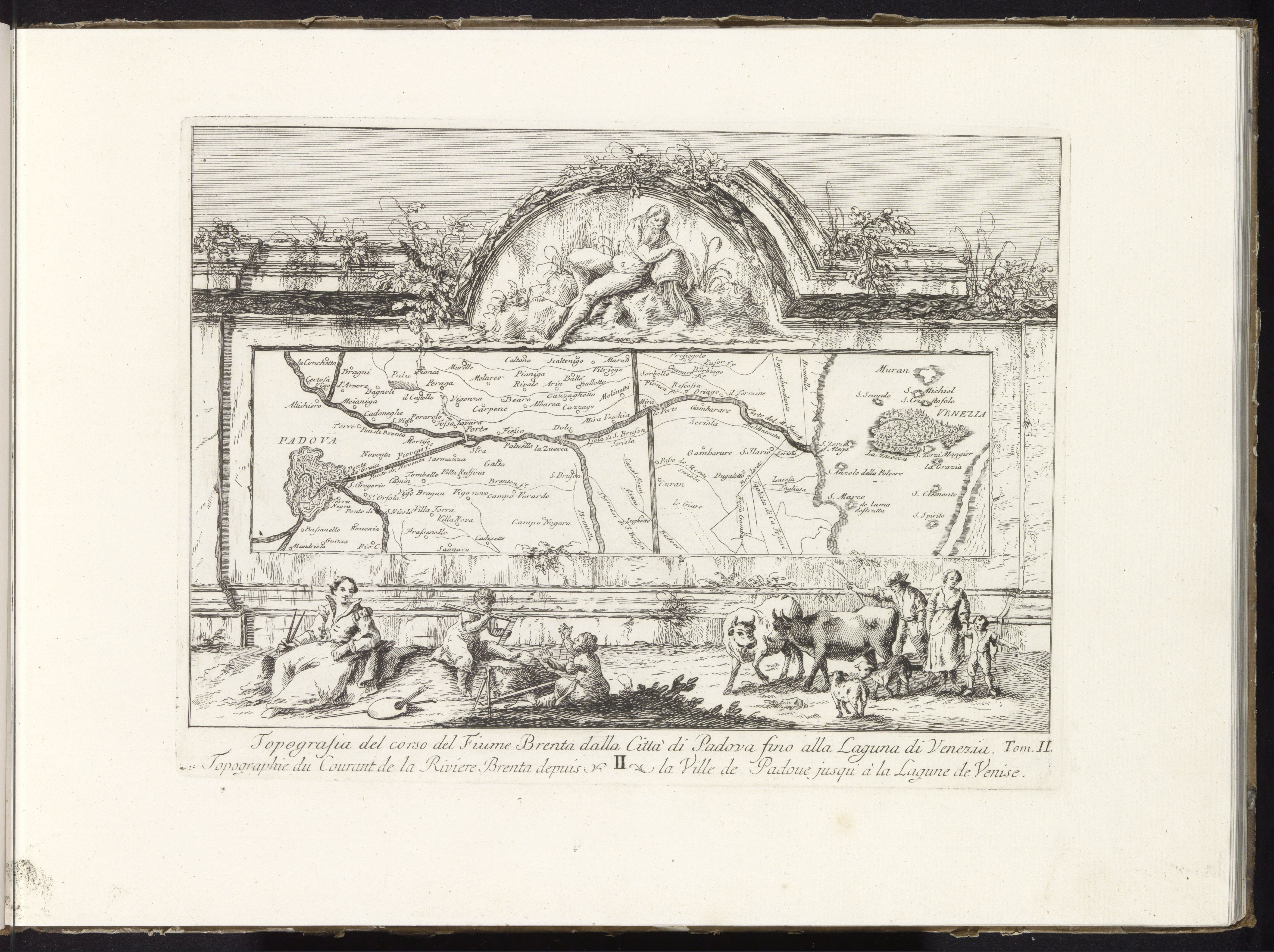
Giovanni Francesco Costa: Topografia del corso del Fiume Brenta dalla Città di Padova fino alla Laguna di Venezia…, Karte mit ländlicher Szenerie, Papier, 25 mal 33 cm, um 1750/1760, seit 1965 im Besitz des Rijksmuseums

#### Rückruf nach Venedig, Kleriker an San Samuele (1740–1744), erste Protektion, Dr. jur.

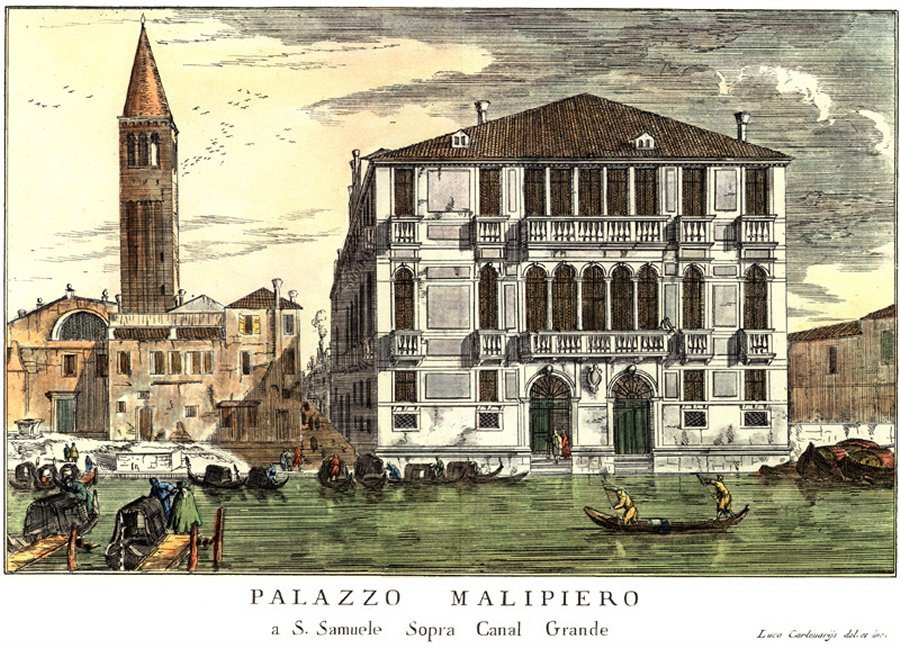
Luca Carlevarijs: San Samuele und der Palazzo Malipiero, um 1716

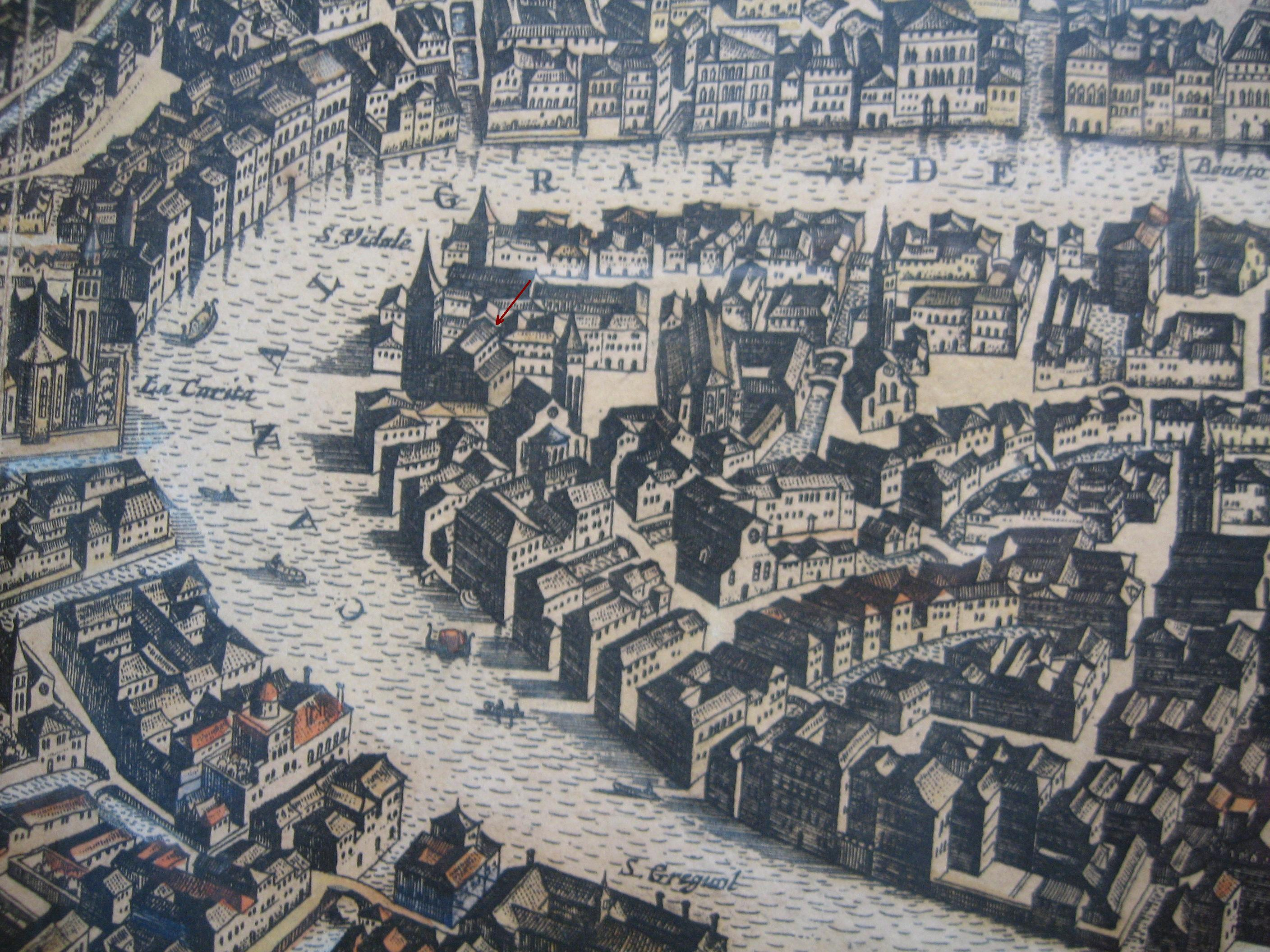
San Samuele (Pfeil) und seine Umgebung in einem Plan des späten 17. Jahrhunderts (Detail); der Palazzo Grassi existierte noch nicht

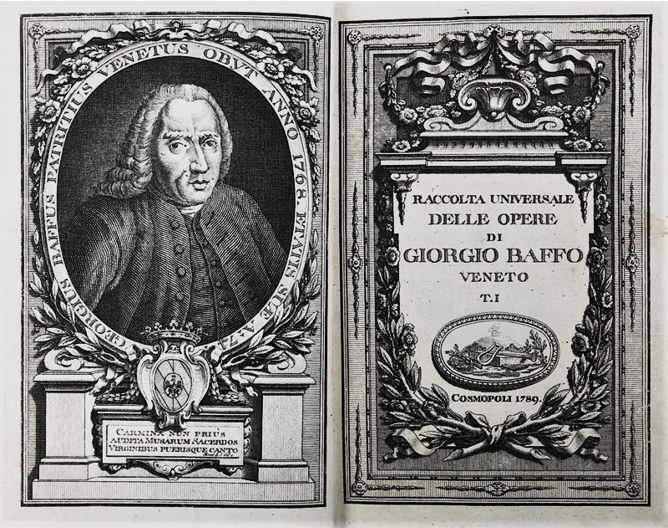
Titelblatt der Raccolta universale delle opere di Giorgio Baffo veneto, Bd. 1, 1789

#### Reisen (vielleicht ab 1741/1742), Verlust der Protektion, Teresa, Tod der Großmutter (1743)

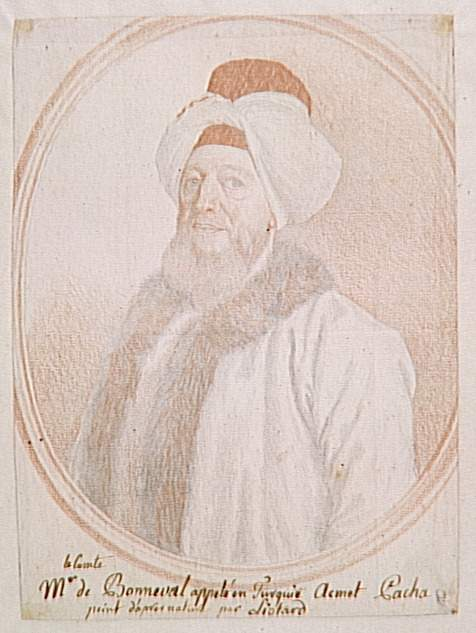
Claude Alexandre de Bonneval, entsprechend der Bildbeschreibung „M^{er.} le Comte de Bonneval, appelé en Turquie Acmet Pacha, peint d’après nature par Liotard“

#### Erste Haft (April 1742 bis Juli 1743), Geschlechtskrankheiten, Kalabrien und Abschied vom Klerus

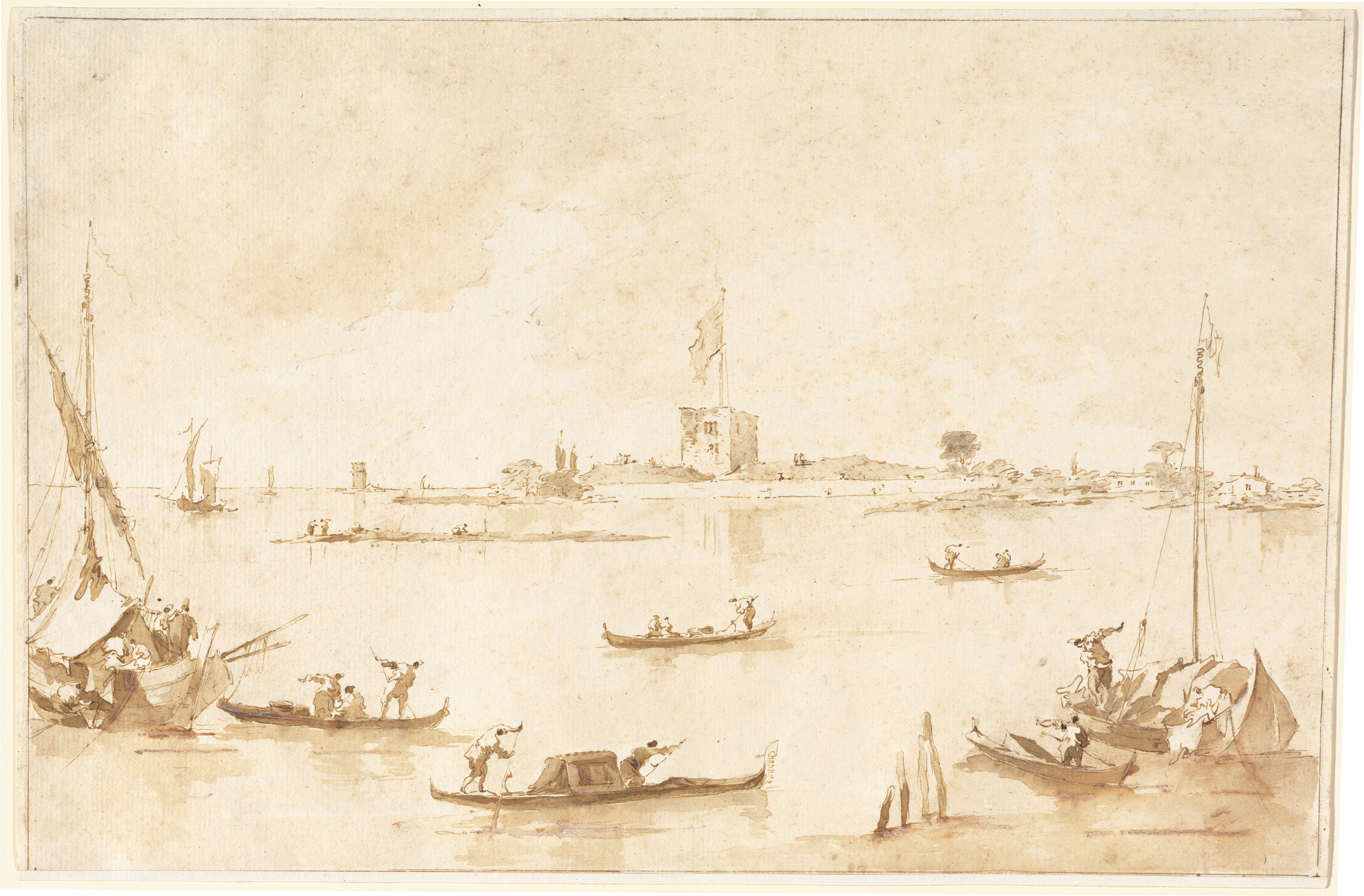
Francesco Guardi: Die Festung Sant’Andrea, 29,6 mal 45,8 cm, nach 1780, National Gallery of Art

#### Ancona (Quarantäne), Neapel: Lucrezia, Rom, Venedig, Ancona: Teresa (1743–1745), erste Begegnung mit Angela Calori

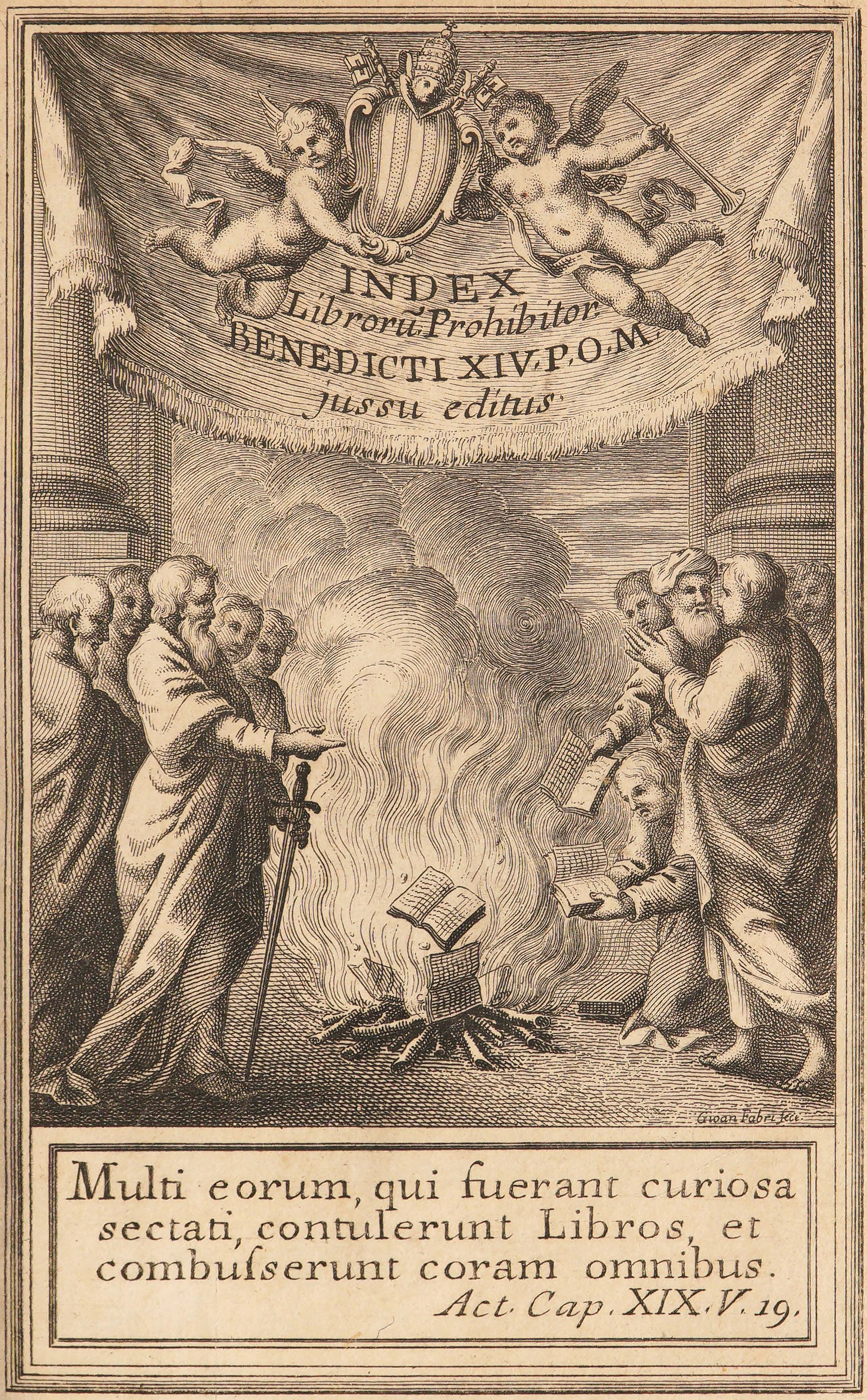
Verzeichnis der verbotenen Bücher von Benedikt XIV., 1758, mit dem Abbild einer Bücherverbrennung

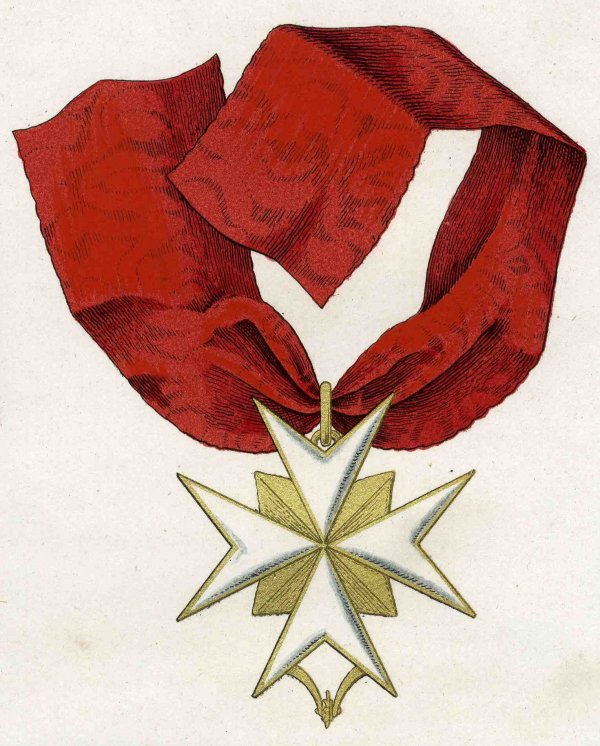
Orden vom Goldenen Sporn

#### Venedig (1745/46): Militärdienst, zweite Reise nach Konstantinopel (1745–1749)

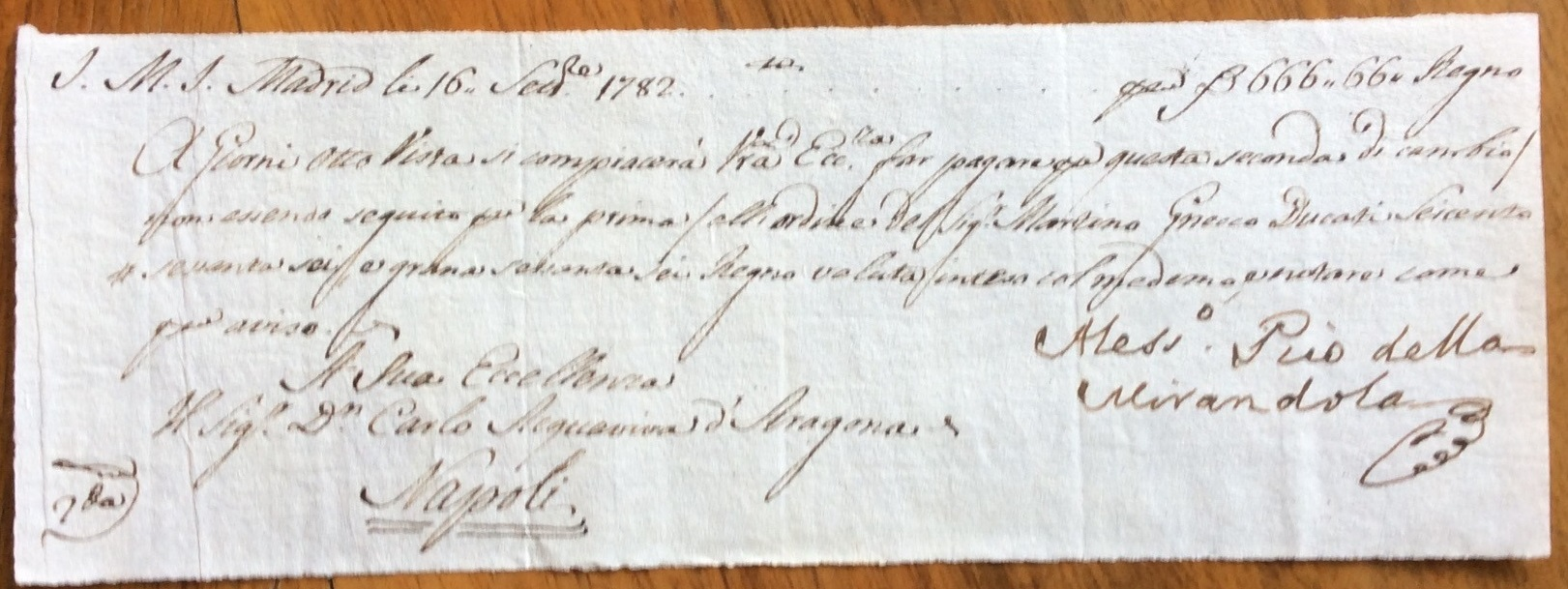
Wechsel von 1782 für Carlo Acquaviva, abgezeichnet von Alessandro Pico della Mirandola (1705–1787)